# Sebastian Frimmel
Sebastian Frimmel, né le 18 décembre 1995 à Perchtoldsdorf, est un handballeur international autrichien évoluant au poste d'ailier gauche au sein du club hongrois SC Pick Szeged.
Il a participé avec l'Autriche lors des Euro 2018, 2020 et 2022, ainsi que le Championnat du monde 2019.